# Teorema de Faltings
En geometría aritmética, la conjetura de Mordell, realizada por Louis Mordell, afirma que una curva de genus mayor que 1 sobre el campo Q de los números racionales tiene solo un número finito de puntos racionales. En 1983 fue demostrada por Gerd Faltings. Actualmente se conoce como teorema de Faltings. La conjetura se generalizó más tarde reemplazando Q por cualquier cuerpo de números algebraicos.

## Antecedentes
Sea C una curva algebraica no singular de genus g sobre Q. Entonces, el conjunto de puntos racionales en C se puede determinar de la siguiente manera:
- Caso g = 0: sin puntos o con algunos en el infinito; C se maneja como una sección cónica.
- Caso g = 1: sin puntos, o C es una curva elíptica y sus puntos racionales forman un grupo abeliano finitamente generado (teorema de Mordell, luego generalizado al teorema de Mordell-Weil). Además, el teorema de torsión de Mazur restringe la estructura del subgrupo de torsión.
- Caso g> 1: según la conjetura de Mordell, (convertida en el teorema de Faltings), C tiene solo un número finito de puntos racionales.

## Demostraciones
Shafarevich (1963) planteó una conjetura de finitud que afirmaba que solo hay un número finito de clases de isomorfismos de variedades abelianas de dimensión fija y grado de polarización fijo sobre un cuerpo numérico fijo con buena reducción fuera de un conjunto finito dado de lugares.Parshin (1968) demostró que la conjetura de Mordell se mantendría si la conjetura de finitud de Shafarevich fuera cierta usando el truco de Parshin.Faltings (1983) probó la conjetura de finitud de Shafarevich utilizando una reducción conocida a un caso de la conjetura de Tate, y una serie de herramientas de geometría algebraica, incluida la teoría de modelos de Néron. La idea principal de la prueba de Faltings es la comparación de la altura de Faltings y de la altura de Naive a través de las variedades modulares de Siegel.

### Demostraciones posteriores
La aproximación diofántica proporcionó una prueba basada en Vojta (1991).Bombieri (1990) dio una variante más elemental de la demostración de Vojta.

## Consecuencias
El artículo de 1983 de Faltings tuvo como consecuencia una serie de afirmaciones que habían sido previamente conjeturadas:
- La conjetura de Mordell de que una curva de género mayor que 1 sobre un campo numérico tiene solo un número finito de puntos racionales;
- El teorema de la isogenia de que las variedades abelianas con módulo de Tate isomorfas (como módulos Qℓ con acción de Galois) son isógenos.

Un ejemplo de la aplicación del teorema de Faltings es a una forma débil del último teorema de Fermat: para cualquier n ≥ 4 fijo hay como mucho un número finito de soluciones enteras primitivas (soluciones de números coprimos por pares) para an + bn = cn, ya que para tal n, la curva de Fermat xn + yn = 1 tiene genus mayor que 1.

## Generalizaciones
Debido al teorema de Mordell-Weil, el teorema de Faltings puede reformularse como un enunciado sobre la intersección de una curva C con un subgrupo Γ generado finitamente de una variedad abeliana A. Generalizar reemplazando C por una subvariedad arbitraria de A y Γ por un subgrupo arbitrario de rango finito de A conduce a la conjetura de Mordell–Lang, que fue probada por Faltings.
Otra generalización de dimensiones superiores del teorema de Faltings es la conjetura de Bombieri-Lang, de que si X es una variedad pseudocanónica (es decir, una variedad de tipo general) sobre un cuerpo numérico k, entonces X(k) no es denso de Zariski en X. Paul Vojta formuló conjeturas aún más generales.
La conjetura de Mordell para los grupos de funciones fue probada por Manin (1963) y Grauert (1965).Coleman (1990) encontró y solucionó un vacío en la prueba de Manin.